# Erpetosuchus
Erpetosuchus – rodzaj niewielkiego archozaura o niepewnej pozycji filogenetycznej. Żył w późnym triasie na terenie dzisiejszych Europy i Ameryki Północnej. Został opisany w 1894 roku przez E. T. Newtona w oparciu o kompletną czaszkę wraz z żuchwą oraz fragmenty szkieletu pozaczaszkowego (BMNH R3139) pochodzące z formacji Lossiemouth Sandstone w północno-wschodniej Szkocji. Newton zaklasyfikował Erpetosuchus do tekodontów. W 2000 roku Paul Olsen, Hans-Dieter Sues i Mark Norell opisali niekompletną czaszkę (AMNH 29300) należącą do Erpetosuchus. Odkryto ją w 1995 w datowanych na noryk, około 212 mln lat, osadach formacji New Haven w stanie Connecticut. Długość czaszki opisanej przez Olsena i współpracowników jest szacowana na 65–70 mm. Erpetosuchus miał niską, długą czaszkę. Na przodzie szczęk znajdowało się niewiele zębów. Zęby są smukłe, stożkowate i zakrzywione – mierzą od 2 do 6 mm długości. Uzębienie wskazuje, że Erpetosuchus był drapieżnikiem polującym prawdopodobnie na niewielkie bezkręgowce. Nie jest pewne, czy kończyny przednie były wykorzystywane do poruszania się. Według Michaela Bentona i Alicka Walkera Erpetosuchus mógł być dwunożnym biegaczem. Nie odnaleziono kości kończyn tylnych, więc hipoteza ta nie może zostać potwierdzona. Ogólne proporcje Erpetosuchus są jednak podobne, jak u dwunożnych archozaurów, takich jak krokodylomorf Terrestrisuchus, przedstawiciel grupy Avemetatarsalia Scleromochlus, dinozauromorfy Lagerpeton i Marasuchus oraz bazalne dinozaury.
Erpetosuchus został przez E. T. Newtona zaklasyfikowany do grupy tekodontów. Po upowszechnieniu się metod kladystycznych w badaniu filogenezy tekodonty zostały uznane za takson parafiletyczny, obejmujący różne grupy bazalnych archozaurów i jako taki nie był wyróżniany przez większość autorów. Erpetosuchus był umieszczany na drzewie filogenetycznym w różnych miejscach, jednak przeważnie z analiz wynikało, że był on przedstawicielem kladu Pseudosuchia (obejmującego krokodyle i archozaury bliżej spokrewnione z nimi niż z ptakami), a w obrębie tego kladu należał do najbliższych krewnych krokodylomorfów. Według analizy filogenetycznej przeprowadzonej przez Olsena i współpracowników Erpetosuchus stanowi takson siostrzany krokodylomorfów. Podobny wynik przyniosła analiza Bentona i Walkera oraz Brusattego i współpracowników (2010). Bliskiego pokrewieństwa Erpetosuchus i krokodylomorfów nie potwierdziła natomiast analiza przeprowadzona przez Nesbitta i Butlera (2012). Według tej analizy Erpetosuchus był taksonem siostrzanym do środkowotriasowego afrykańskiego gatunku Parringtonia gracilis. Na drzewie ścisłej zgodności oba te taksony tworzyły klad (Erpetosuchidae) będący w nierozwikłanej politomii z kladem Avemetatarsalia, rodzajami Turfanosuchus i Gracilisuchus, rodziną Ornithosuchidae, kladem obejmującym aetozaury i rodzaj Revueltosaurus oraz z kladem obejmującym rodzaj Ticinosuchus i grupę Paracrocodylomorpha (obejmującą "rauizuchy" i krokodylomorfy). Aby Erpetosuchidae stały się siostrzane do krokodylomorfów konieczne jest wydłużenie drzewa filogenetycznego aż o 13 stopni w stosunku do najbardziej parsymonicznego. Gdy w analizie nie uwzględniono rodzajów Gracilisuchus i Turfanosuchus uzyskano drzewo filogenetyczne, na którym Erpetosuchidae są przedstawicielami Pseudosuchia siostrzanymi do kladu obejmującego Revueltosaurus i aetozaury; wsparcie dla takiej ich pozycji filogenetycznej jest jednak słabe. Na drzewie zgodności wygenerowanym metodą konsensusu Adamsa Erpetosuchidae są w nierozwikłanej politomii z kladami Avemetatarsalia i Pseudosuchia.

## Paleoekologia
Późnotriasowe stanowiska zawierające skamieniałości gadów są istotne, gdyż dokumentują zmiany zachodzące w ekosystemach, kiedy synapsydy, bazalne archozaury i rynchozaury były zastępowane przez faunę zdominowaną przez dinozaury. Przykładem takiego stanowiska jest formacja Lossiemouth Sandstone, w której odkryto holotyp Erpetosuchus granti. Oprócz szczątków skleromochla odkryto tam również skamieniałości przedstawicieli siedmiu innych rodzajów gadów. Najliczniejszymi kręgowcami na terenie formacji Lossiemouth Sandstone w późnym triasie były rynchozaur Hyperodapedon i aetozaur Stagonolepis, będące średniej wielkości roślinożercami, stanowiły po około 25% ogólnej liczby zwierząt. Dominującym drapieżnikiem tamtejszych ekosystemów był Ornithosuchus (10%) – duże osobniki prawdopodobnie były w stanie zagrozić obu tym roślinożercom. Leptopleuron, niewielki przedstawiciel grupy Procolophonidae, także należał do najpospolitszych kręgowców formacji Lossiemouth Sandstone – osobniki należące do tego rodzaju stanowiły 23% tamtejszej fauny kręgowców. Inne nieduże owadożerne gady – mierzące 15–25 cm długości sfenodont Brachyrhinodon i Scleromochlus również były stosunkowo rzadkie – stanowiły odpowiednio 9% i 5% ogólnej liczby zwierząt. Zagrażały im młode ornitozuchy i bardzo rzadkie archozaury: dinozauromorf Saltopus (1%) oraz Erpetosuchus (2%). W formacji Lossiemouth nigdy nie odnaleziono skamieniałości żadnych roślin.
Formacja New Haven, w której odkryto czaszkę Erpetosuchus, jest datowana na noryk. Olsen i współpracownicy spekulują, że obecność szczątków Erpetosuchus w noryckich osadach może oznaczać, iż w rzeczywistości pochodzą one nie z noryku, lecz z karniku, tak jak formacja Lossiemouth Sandstone. Ta hipoteza została jednak przez nich uznana za mało prawdopodobną. Innym możliwym wyjaśnieniem jest większy niż wcześniej sądzono zasięg biostratygraficzny Erpetosuchus lub pochodzenie osadów Lossiemouth Sandstone z noryku, a nie karniku. W formacji New Haven odkryto również skamieniałości aetozaura Stegomus, Hypsognathus z grupy Procolophonidae oraz niezidentyfikowanych sfenodontów i fitozaurów.